# 埃爾巴鎮區 (伊利諾伊州諾克斯縣)
埃爾巴鎮區（英語：Elba Township）是位於美國伊利諾伊州諾克斯縣的一個行政鎮區。

## 地方資料
根據2010年美國人口普查的數據，埃爾巴鎮區的面積為94.20平方千米，當中陸地面積為94.20平方千米，而水域面積為0.00平方千米。當地共有人口282人，而人口密度為每平方千米2.99人。